# Cádiz (tỉnh)
Cádiz là một tỉnh phía nam Tây Ban Nha, tây nam cộng đồng tự trị Andalusia, cực nam của Tây Âu lục địa.
Tỉnh Cádiz giáp các tỉnh Huelva, Sevilla, Málaga, và Đại Tây Dương, Địa Trung Hải, eo biển Gibraltar cũng như lãnh thổ hải ngoại Anh quốc Gibraltar. Diện tích tỉnh này 7.442 km2.
Thủ phủ là thành phố Cádiz